# Eurema messalina
Eurema messalina é uma borboleta da família Pieridae. É nativa das Índias ocidentais, mas espécimes dispersos podem ser raramente encontrados no sul da Flórida. O habitat natural consiste em áreas com arbustos e sombra.
As larvas alimentam-se de espécies Desmodium e Cássia.